# Aruanã
Aruanã är en kommun i Brasilien.   Den ligger i delstaten Goiás, i den centrala delen av landet, 300 km väster om huvudstaden Brasília. Antalet invånare är 7 506.
Omgivningarna runt Aruanã är huvudsakligen savann. Trakten runt Aruanã är nära nog obefolkad, med mindre än två invånare per kvadratkilometer.